# Infrazvuk
Infrazvuk je zvuk duboke frekvencije koji ljudsko uho ne može osetiti, jer je od 0 do 20 . Izvor zvuka su vetroturbine i razne druge mašine poput automobila, aviona, vozova, itd. Prirodni izvori infrazvuka su oluje, vodopadi i turbulencije vetra. Zvuk postaje opasan po ljudsko zdravlje ukoliko deluje na čoveka konstantnom jačinom od 130 dB. Merenja na vetroelektranama su pokazala da ta vrednost nikada nije dosegnuta, a infrazvuk koji turbine proizvode ne predstavlja opasnost. Kod ljudi izloženih infrazvuku javlja se osećaj straha, nadnaravne jeze, potištenosti i teskobe, što bi moglo objasniti paranormalne pojave poput viđenja duhova.

## Infrazvučne frekvencije
Infrazvučne frekvencije nalaze se u području od 0,1 do 20 . Treba napomenuti da u govoru gotovo uopšte nema frekvencija u tom području (osim ponekog zračnog udara kod izgovora bilabijalnih okluziva), te su ove frekvencije u području govora nebitne (ispod 100 Hz nema govornih frekvencija). Osim toga, čak i niske zvučne frekvencije od 20 do 100 Hz su beskorisne u govornoj komunikaciji i više ometaju komunikaciju (zbog pojave prikrivanja) nego što koriste. Ove niske frekvencije su posebno nepovoljne za osobe s oštećenjem sluha i to iz dva razloga:
- osoba s oštećenjem sluha nije u stanju zvučnim putem da doživi te frekvencije, a da one pri tome ne izazovu bolni (i štetni) podražaj na uhu i
- dugotrajna izloženost infrazvučnim frekvencijama može dovesti do ozbiljnih (i opasnih) zdravstvenih poteškoća.

Frekvencije zvuka ispod 20 Hz se ne doživljavaju kao zvuk već kao titrajuće vibracije na bubnjiću. Infrazvuk može dovesti do trajnih oštećenja sluha ili do njegovog pogoršanja, zavisno od jačine nadražaja i njegovog trajanja. Infrazvuk se taktilno oseća po čitavom telu kao osećaj potresanja ili vibracije. Istraživanja su utvrdila da je prag taktilnog osećaja na telu na frekvenciji od 10 Hz potrebno oko 120 dB. Prag je skoro isti i za gluve osobe (jer su njihova taktilna i kinestetska čula ista kao i kod osoba koje mogu da čuju). Vibrotaktilnim stimulacijama moguće je preneti ritam (npr. udaranje po bubnju ili drugim udaraljkama preneseno elektroakustičkim putem i pretvoreno u vibrotaktilni podražaj).

### Prag čujnosti
Prag čujnosti na 20 z za zdravo ljudsko uvo iznosi oko 75 dB, a osoba s oštećenim sluhom ove frekvencije gotovo uopšte ne može primiti auditivnim putem. Ako bi npr. gubitak sluha iznosio 50 dB, takvoj bi osobi frekvenciju od 20 Hz morali pojačati na 125 dB, a to bi izazvalo osećaj bola. U području infrazvuka, na frekvenciji od 10 Hz, prag čujnosti je oko 100 dB za zdravo uho.

## Istorija
Infrazvuk se koristio još u Prvom svetskom ratu, da bi se odredio položaj artiljerije. Jedan od začetnika proučavanja infrazvuka je bio francuski naučnik Vladimir Gavreu (rođen u Rusiji kao Vladimir Gavronski). Dok je proučavao infrazvuk primetio je bol u bubnjiću uva i podrhtavanje laboratorijske opreme. Uočio je da infrazvuk dolazi od ventilatora i instalacije za vazduh. On je eksperimentisao sa infrazvučnom zviždaljkom.

## Prirodni izvori infrazvuka
Prirodni izvori infrazvuka su oluje, talasi, lavine, zemljotresi, vulkani, vodopadi, lomovi na ledenjacima, munje i turbulencije vetra.
Još 1935. u izveštajima Akademije nauka Sovjetskog Saveza, ruski naučnik Šulejkin izneo je teoriju o nastanku infrazvučnih kolebanja na okeanu. Tokom oluje i jakih vetrova nad ustalasanom površinom mora dolazi do prekida strujanja na vrhovima talasa. U vazduhu se stvaraju ne samo poprečne, nego i uzdužna vibracije. Snaga infrazvuka koji nastaje srazmerna je kvadratu talasa. Pri brzini vetra od 20 m/s snaga tog zvuka može biti tri W po svakom metru fronta talasa, što znači da i slabija bura može stvarati infrazvuk snage više desetine kW. Osnovno zračenje infrazvuka je u području od 6 Hz. Ogledi su pokazali da se infrazvuk veoma slabo raspršuje sa pređenom udaljenošću. On može bez većeg slabljenja prelaziti stotine i hiljade kilometara, kako vazduhom, tako i vodom, pri čemu je širenje u vodi nekoliko puta brže.
Složen jezik slonova u velikoj meri se zasniva na infrazvuku, s frekvencijama od 15 do 35 Hz, što omogućuje odvojenim članovima porodice da se sporazumevaju na daljinu i do desetak kilometara. Osim slonova, primećeno da sporazumevanje infrazvukom ostvaruju kitovi, nilski konji, nosorozi, žirafe, okapi i aligatori. Kitovi se mogu sporazumevati i na nekoliko stotina kilometara infrazvukom. Neki naučnici tvrde da i ptice selice koriste infrazvuk na svom putu.
Za vreme cunamija u Indijskom okeanu 2004., primećeno je da su životinje pobegle iz ugroženog područja znatno pre nego je cunami stigao. Pretpostavlja se da su pobegle zbog infrazvuka koji je najavio cunami.

## Ogled sa infrazvukom od 17 Hz
Britanski naučnici su 31. maja 2003. u kontroliranom eksperimentu pokazali da ekstremni basovi poznati kao infrazvuk imaju mnoštvo čudnih dejstava na ljude, između ostalih i teskobu, snažnu tugu i trnce, čime se podupiru poznate teze o povezanosti infrazvuka i čudnih osećaja. Naučnici su proizvodili infrazvuk od 17 Hz i testirali njegov uticaj na 750 ljudi na jednom koncertu. Publika nije znala koja su dela imala infrazvuk, ali 22% ljudi reklo je da su se neobično osećali baš kad je svirana takva muzika. Neobičnost je išla od nelagode i tuge, preko trnaca niz leđa, do nervoze ili odbojnosti i straha.

## Uticaj infrazvuka na zdravlje ljudi
Poslednjih godina s pojavom sve veće izloženosti čoveka različitim oblicima buke sve se više istražuje i uticaj infrazvuka na zdravlje, pa je tako otkrivena i nova vibroakustična bolest (engl. vibroacoustic disease – VAD). To je hronična progresivna i kumulativna bolest koja nastaje kao posledica dugotrajne izloženosti zvuka niskih frekvencija (ispod 100 Hz) i infrazvuka ukoliko je intenzitet bio veći od 110 dB. Npr. ova se bolest javlja kod ljudi kojima je telo izloženo preglasnoj muzici na niskim frekvencijama ili radnicima koji rukuju mašinama koji proizvode infrazvučne vibracije. Posledice (i simptomi) bolesti mogu biti višestruki: poremećaji u ponašanju, strah, problemi vizuelne percepcije, poremećaj ravnoteže, epilepsija, moždani udar, neurološka oštećenja, vaskularne lezije, gastrointestinalna disfunkcija, infekcije orofarinksa, srčani infarkt, samoubistvo. Posebno su opasne frekvencije od 1 do 7 Hz (mogu izazvati čak i smrt).
Infrazvuk može izazvati i rezonanciju unutrašnjih organa kod čoveka. Odavno su opisivani nepovoljni učinci prekomerne buke i vibracija na ishod trudnoće. Maternica uglavnom ublažava njihovo delovanje i štiti plod. Međutim, vibracije koje imaju direktno delovanje na maternicu i plod u njoj, posebno ako deluju tokom dužeg vremenskog perioda, jako oštećuju plod. Infrazvuk (od 5 do 10 Hz), koji se može pojaviti u avionima, može uzrokovati pobačaj.

## Literatura
- "infrasound". Collins English Dictionary[мртва веза], 2000, Приступљено 25. 10. 2005, from xreferplus
- Gundersen, P. Erik. The Handy Physics Answer Book. Visible Ink Press, 2003.
- Chedd, Graham. Sound; From Communications to Noise Pollution. Doubleday & Company, 1970.
- O'Keefe, Ciaran, and Sarah Angliss. The Subjective Effects of Infrasound in a Live Concert Setting. CIM04: Conference on Interdisciplinary Musicology. Graz, Austria: Graz UP, 2004. 132–133.
- Discovery's Biggest Shows aired at 8:00 pm (Indian Standard Time) on The Discovery Channel, India on Sunday, 7 October 2007